# アラブ首長国連邦のソコトラ諸島占領
アラブ首長国連邦のソコトラ諸島占領（アラブしゅちょうこくれんぽうのソコトラしょとうせんりょう）では、2018年4月30日にアラブ首長国連邦（UAE）がアラビア海に浮かぶイエメン領ソコトラ諸島に、砲兵や装甲車を含む100人以上の部隊を派遣して管理下に置いた事件について述べる。この行動は国際的に承認されているイエメン政府（ハーディー政権）への連絡もなく行われたもので、UAE・イエメン関係は冷え込んだ。アルジャジーラが報じたところによれば、UAE軍はソコトラ島に入って間もなく、ソコトラ空港や港などにいたイエメン兵を追い出し、ハディブの政府庁舎にUAEの国旗を掲げた。5月14日、サウジアラビアの仲介によりUAEとイエメンは共同軍事演習を実施することで合意し、ソコトラ諸島はイエメンに返還されたが、両国関係は緊張した状態が続いている。

## 背景
2000年3月、ソコトラ島で大洪水が発生し建物や農業に被害が出た際、UAE赤新月社が支援を提供した。これ以降、赤新月社などUAEの人道組織がソコトラ島で活発に活動するようになった。また2003年のアメリカの外交公電によれば、イラン企業がイエメンでいくつかのプロジェクトに携わっており、その中にソコトラ空港の滑走路建設もあった。
2015年11月前半、ソコトラ諸島をチャパラとメグという2つのサイクロンが立て続けに襲った。本島ではインフラ、住宅、道路、電力など多方面で深刻な被害があった。この時UAEは空路・海路で、莫大な食糧、毛布、天幕、食糧樽などを送り込み援助した。
2016年になると、UAEは2011年から始まったイエメン危機と2015年から始まった内戦により、ほとんど見捨てられてしまったソコトラへの援助をさらに増やしていった。2016年10月、2トンの支援物資を乗せたUAEの第31次輸送機がソコトラ空港に着陸した。この時、UAEはサウジアラビアが主導するイエメン内戦介入の一環として、ソコトラ島に軍事基地を建設した。
2017年には既にソコトラ島にUAE軍部隊が駐留するようになっており、イエメンのいくつかの勢力が、UAEがソコトラ島を占領し草木を奪おうとしている、と批判した。

## 経過
2018年4月30日、戦車や装甲車、大砲を含む100人以上のUAE部隊が輸送機に乗ってソコトラ島に到来した。数日中にさらに増援部隊が到着した。空港や官公庁舎にいたイエメン兵はUAE兵により追い出された。イエメンの旗の代わりに、UAEの国旗やシャイフ・ムハンマド・ビン・ザーイドの肖像が掲げられた。国際的な承認を受けているイエメンのアブド・ラッボ・マンスール・ハーディー政権政府は、このUAEの行動を「侵略行為」と批判した。ただ、ソコトラ島でイエメン軍がUAE軍に抵抗した事例は報告されていない。
インデペンデント紙は、UAEがソコトラ島を併合し、通信網を整備したり国勢調査を行ったりし、また住民に無料の健康福祉と首都アブダビで働く権利を与えていると報じた。UAEは新たな学校や道路、病院も建設した。さらに港を完全に建て直したうえで、そのすぐ隣にUAEの軍事基地を建設し始めた。
占領から2週間後の5月14日、サウジアラビア軍部隊がソコトラ諸島に派遣されてきた。サウジアラビアの仲介のもと、UAEはイエメン政府と共同軍事演習を実施することで合意し、同時にソコトラ島の空港と港の管理権をイエメンに返還した。

## 反応
イエメンのアハマド・オベイド・ビン・ダグル首相府は、UAE軍によるソコトラの空港・港制圧はイエメンの主権に対する「正当化できない」攻撃であったとしている。これに対しUAE外務省は、イエメン側の主張に「驚いた」として、UAEの果たした役割がムスリム同胞団に歪められたのだと主張した。「ソコトラを含む、イエメンの解放されたあらゆる地域にUAE軍がいるのは、アラブ連合軍による、このイエメン史上で重要な段階に位置している正統な政府への支援の一環なのです。」
UAE外務相アンワル・ガルガッシュはTwitterで「最近、アラブ連合軍やUAEに挑もうとしてソコトラ島のことを思い出す者もいる。我々はソコトラの家族たちや人々と歴史的な関係を築いているのだ。」と発言した。
2018年5月3日、ソコトラ島住民の抗議者たちがUAEによる占領に抗議し、即時撤退を要求した。一方で6日には親UAE派がソコトラ島の首都ハディブに集まり、UAEによる支配を支持した。
2018年5月10日、アメリカ合衆国は「ソコトラ島の状況を注視」していると声明を出し、UAEとイエメンに「対立激化を避け、対話するよう」求めた。
5月11日、トルコ共和国がこの問題に反応を示した。トルコ外務省は「我々は最近のイエメン・ソコトラ島における展開を注視している。我々はこうした展開が、イエメンの領土的統一と主権に対する新たな脅威となることを懸念している。」として、あらゆる関係勢力にイエメンの正統な政府を尊重し、事態を複雑化するような措置をとるのを控えるよう呼びかけた。
2020年9月8日、ハーディー政権派の政党アル＝イスラは、UAE政府がソコトラ島に軍事基地を建設しようとしていたと主張した。またイエメン政府は、UAEが己のイエメンにおける利権のために南部暫定評議会を支援しソコトラ県を支配するようけしかけている、と批判した。